# Abraham Rosenvasser
Abraham Rosenvasser (1896-1983) fue un estudioso bíblico y egiptólogo argentino.

## Biografía
Fue profesor del Colegio Nacional de la Universidad Nacional de La Plata (1923-1942), profesor de la Facultad de Humanidades de la misma universidad (1939-1946) y decano de la misma facultad (1957-1958). Fue también profesor de Historia Antigua I(oriente) en el instituto superior de formación docente "ISP JVG" (1940), ocupando el mismo cargo en la Facultad de Filosofía y Letras de la Universidad de Buenos Aires.
Entre 1961 y 1963, ante un pedido de la UNESCO, dirigió junto al egiptólogo Jean Vercoutter una misión arqueológica franco-argentina para excavar el sitio de Aksha, Sudán, donde se encontraban los restos de un templo de Ramsés II, que iban a ser inundados por la nueva represa de Asuán. La parte de los objetos excavados que correspondió a la Argentina se encuentra exhibida en la Sala de Egiptología del Museo de La Plata.
En 1963, fue designado primer Director del Centro de Estudios Orientales (creado en respuesta a su iniciativa) de la Universidad de Buenos Aires, que en 1972 pasó a denominarse Instituto de Historia Antigua Oriental y hoy lleva su nombre. Rosenvasser fue profesor y colega del reconocido egiptólogo argentino Ricardo Caminos; entre sus discípulos se encuentran también el egiptólogo Jorge Roberto Ogdon y las egiptólogas Perla Fuscaldo y Alicia Daneri.
El documental De la Nubia a La Plata (2022), dirigido por Ricardo Preve, narra la vida y obra de Rosenvasser.
Su hija es la física Elsa Rosenvasser Feher.